# Zakrzepowe zapalenie żył powierzchownych
Zakrzepowe zapalenie żył powierzchownych (łac. thrombophlebitis superficialis) – choroba żył znajdujących się nad powięzią, zlokalizowana najczęściej w
obrębie kończyn dolnych, która polega na powstaniu zapalenia tych naczyń z różnego stopnia procesem zakrzepowym. Schorzenie to może dotyczyć zdrowych żył powierzchownych, lecz najczęściej (90%) występuje w żyłach zmienionych żylakowato.
Zakrzepowe zapalenie żył powierzchownych jest schorzeniem często występującym - stwierdza się je w ok. 25-30% osób hospitalizowanych, u których do żył powierzchownych wprowadzono cewniki (np. wenflony). Niekiedy przyczyna zapalenia jest jatrogenna - wstrzyknięcie substancji drażniącej śródbłonek żyły, zbyt długie utrzymywanie cewnika w żyle lub zła aseptyka w miejscu wprowadzenia cewnika.
Nawracające (wędrujące) zakrzepowe zapalenie żył powierzchownych może być objawem prodromalnym choroby nowotworowej, choroby Buergera lub choroby Behçeta.
Samoistne zakrzepowe zapalenie żył powierzchownych dotyczy najczęściej żyły odstrzałkowej lub odpiszczelowej.

## Objawy
Bolesny, zaczerwieniony, ograniczony obrzęk wzdłuż przebiegu żyły lub w miejscu i otoczeniu żylaka.

## Przebieg choroby
Po kilku dniach lub tygodniach dochodzi do samoistnego wyleczenia. Po kilku miesiącach dochodzi do rekanalizacji zamkniętego światła naczynia. Istnieje niebezpieczeństwo przejścia stanu zapalnego na układ żył głębokich i rozwoju zakrzepicy żył głębokich.

## Leczenie
Leczenie przyczynowe: usunięcie czynnika wywołującego.
Leczenie objawowe: miejscowe leki przeciwzapalne (NLPZ w postaci kremów i maści) i niekiedy podawane ogólnie, a także heparyna w żelu lub kremie. W procesie samoistnym podaje się heparyny drobnocząsteczkowe w dawce profilaktycznej lub pośredniej. Stosuje się opatrunek uciskowy na miejsce zapalenia. Leczenie trwa ok. 4 tygodnie; nie zaleca się stosowania doustnych leków przeciwkrzepliwych.